# Kundalini

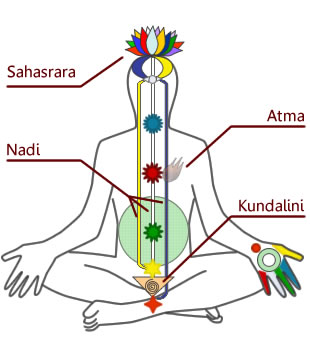
Kundalini, de opgerolde 'slang' binnen de driehoek agnikona, chakra's (waaronder Sahasrara, de duizendbladige lotus), drie Nadi's en Atma (de individuele ziel in het hart)

Kundalini (uitspraak: koendalinie) is een in Indiase yoga en tantrische geschriften beschreven, spirituele/bovennatuurlijke kracht bij mensen. Het is een 'oer-energie' of 'latente mystieke kracht in het lichaam'.

## Energiekanaal
Kundalini is een woord uit het Sanskriet dat letterlijk 'de opgerolde' betekent. Het verwijst naar een opgerolde, spiraalvormige kracht die te vinden is in de basis van de wervelkolom in het heiligbeen; niet in het fysieke lichaam zelf, maar in de energetische dubbelganger ervan, ook wel het energielichaam genaamd. 
Dit spiraalvormige kanaal van energie is niet groter dan een halve centimeter en beslaat drie en een halve winding. Kundalini ligt 'als een slang' (of 'nautilus-schelp') opgerold rond de svayambhu linga, die zich als een 'bloemknop' in de driehoekige agnikona (vuur-driehoek) bevindt, tussen de anus en het voortplantingsorgaan. 'Kundalini ligt aan de opening van de shushumna-nadi op het hoofd van svayambhu linga.'
De symboliek van deze drie en een halve winding is de reden dat men zegt dat deze energie méér is dan alle energieën uit de drie werelden: die van de goden, mensen en demonen. Uit de bovenkant van deze spiraal stroomt een onzichtbare energie: de kundalini-energie. Deze energie kan door vele kanalen in het energielichaam stromen en doorstromen naar de aura. De gewekte kundalini beweegt zich omhoog door de shushumna-nadi en verlicht door haar aanraking de drie nadi's binnen shushumna: vajra, chitrni en brahma nadi in het midden. Deze 'driehoeksformatie' symboliseert Shabda Brahman (het Geluid van Brahman): Kundalini beweegt zich 'met een sissend geluid' door deze drie nadi's en brengt de leerling tot verlichting en ten slotte tot kaivalya of moksha (bevrijding, verlossing). 
Met het energielichaam wordt een onzichtbaar lichaam van onstoffelijke aard bedoeld. Het is waar te nemen via het innerlijk gevoel of via het (getrainde) 'geestesoog' ('oog van Shiva', 'derde oog', Ajna chakra).

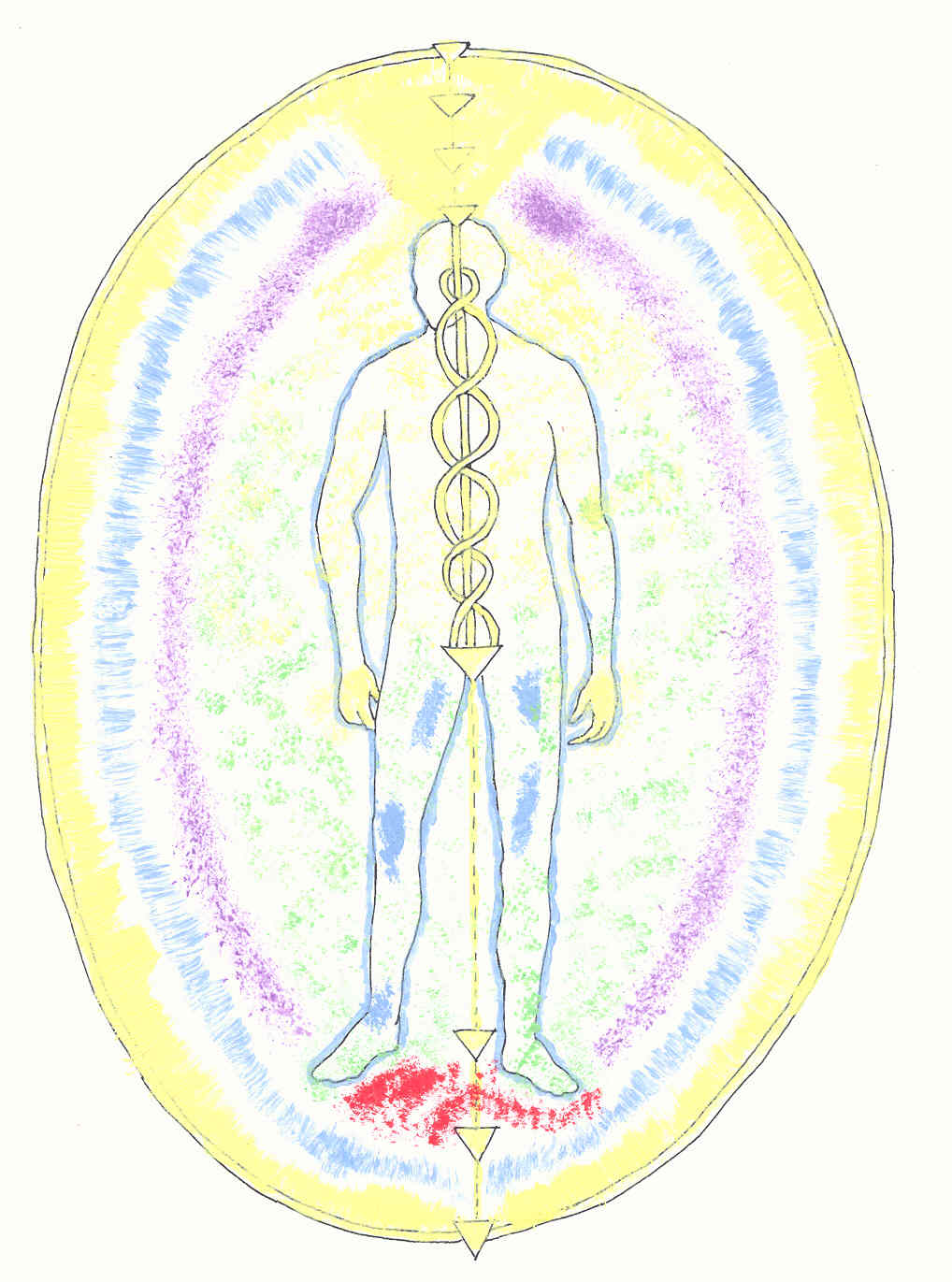
Kundalini-systeem met kanalen en centra

De grootste energiekanalen (zie figuur) liggen in het energielichaam ter hoogte van de wervelkolom in het fysieke lichaam. Volgens de Indiase yoga en tantrische geschriften ligt deze spirituele kracht zowel in de stuit als in de kruin en zelfs daarboven. Onder de stuit in de aura zijn zelfs nog meer centra. 
In totaal zijn er acht 'kundalinicentra' die op een rechte, verticale lijn liggen. Deze centra zijn niet dezelfde als de chakra's, maar de kundalini-energie kan wel door deze chakra's stromen en een chakra op die manier activeren. Het kundalinicentrum in de stuit ligt zo dicht bij het eerste chakra, de wortelchakra, dat deze vaak als één chakra worden beschouwd.
De kundalini-energie werkt door in alle aspecten van iemands leven: het lichamelijke, emotionele, mentale en het spirituele leven. 
Bij grote veranderingen in iemands leven zal het kundalini-energiesysteem doorgaans extra actief zijn en meehelpen de veranderingen te realiseren.

## Interpretatie
Verschillende auteurs van boeken over kundalini-energie geven verschillende beschrijvingen van de werking van deze energie. Zo wordt ze omschreven als een creatieve energie, een transformatieve energie, een genezende energie of een krachtenergie. 
Deze energie doet onder gewone omstandigheden zijn werk zonder dat we dat merken of als kundalini-energie herkennen.
Bij ziekte of onbalans kan de kundalini in actie komen om te helpen bij de genezing. Ze kan het emotieleven en het gedachtenleven versterken of soms ook verstoren. Ze kan op een spiritueel niveau tot piekervaringen leiden en kan helpen om momenten van eenwording te realiseren (wat voor iemand een verlichtingservaring kan zijn). 
Naarmate het kundalini-energiesysteem verder ontwikkelt, zou het vele deuren
kunnen openen naar spirituele ontwikkeling. Zo kan de energie iemand helpen bewust contact te maken met het innerlijke licht. 
Het werken met kundalini-energie op een meditatieve manier, leidt naar innerlijke realisatie ('Zelfrealisatie'). De vorm en mate van innerlijke realisatie wisselt per persoon en kan zich 'voortgaande op het pad van spirituele ontwikkeling' verder ontwikkelen.

## Caduceusteken

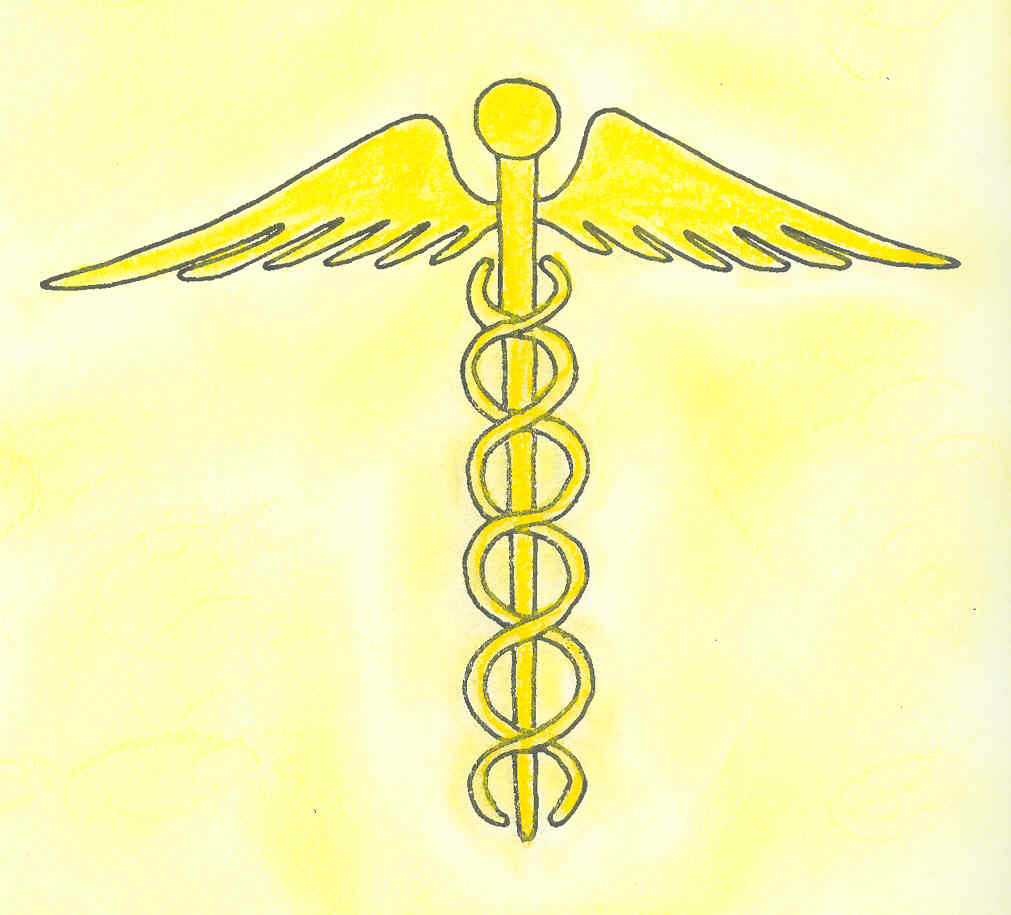
Caduceus als symbool voor de kundalini

In iemands energielichaam langs de wervelkolom loopt een recht kundalinikanaal deels door de wervelkolom. Dit heet het middenkanaal of in het Sanskriet Sushumna-nadi. 
Linksonder bij de stuit begint het maankanaal of de Ida-nadi. 
Rechtsonder bij de stuit begint het zonnekanaal of de Pingala-nadi. Deze kanalen winden zich via de belangrijkste chakra's om het middenkanaal naar het centrum van het hoofd. 
Deze zijkanalen worden in het caduceusteken voorgesteld als slangen. De windingen in deze kanalen lopen om de chakra's: de grote ronde energiecentra in het energielichaam. 
Zowel het zonne- als het maankanaal komen in het midden van het hoofd en ter hoogte van het zesde chakra, het Ajna chakra, samen in het middenkanaal: de Sushumna. 
De vleugels boven in de staf (zie figuur) verwijzen symbolisch naar het vermogen van buitenlichamelijke verplaatsing dat gestimuleerd wordt zodra een stroom kundalini-energie het bovenste gedeelte van het hoofd (brahmarandhra of sahasrara, de duizendbladige lotus) bereikt.
De vorm van de Mercuriusstaf (of caduceus) weerspiegelt dus de energiekanalen van het kundalini-systeem in de rug en staat in verband met de meer verlichtende invloeden van dit systeem. 

## Spontane kundalini-ontwaking
Sommige mensen kunnen, los van enige spirituele oefening, ineens sterke ervaringen met kundalini-energie krijgen. Vaak zijn ze het gevolg van bepaalde gebeurtenissen in een vorig leven waarbij de kundalini-energie betrokken was. Zoiets wordt wel een 'spontane kundalini-ontwaking' genoemd. 
Mensen die dit overkomt kunnen extatische ervaringen hebben, waarbij de kundalini-energie onverwacht sterk gaat stromen maar die hen ook overrompelt. Bij een 'spontane ontwaking' kan deze energie echter ook heel vervelende ervaringen geven waarbij iemands energiesysteem ontregeld raakt en het leven meer of minder verstoord wordt. Begeleiding kan dan wenselijk zijn om het eigen leven weer meer in balans te brengen. Vaak is men niet op de hoogte van het verschijnsel kundalini-energie, en men weet niet dat het te maken kan hebben met wat hen overkomt. Kundalini-energie of waanideeën kan worden onderscheiden mits men genoeg kennis heeft van de chakraleer.